# Икэда, Хидэо
Хидэо Икэда (яп. 池田 秀雄 Икэда Хидэо, 2 февраля 1880 — 20 января 1954) — японский государственный деятель, губернатор префектур Хоккайдо (1929—1931) и Акита (1924), член Палаты представителей Японии (1932—1946).

## Биография
Родился в префектуре Сага как третий сын Вадати Икэды. В 1909 году окончил юридический факультет Токийского императорского университета. В ноябре того же года присоединился к компании «Асахи симбун». В 1910 году поступил на службу в Министерство по делам колоний. Занимал различные должности, такие как член правления префектуры Нагано, член правления префектуры Хиросима, инспектор префектуры Мияги, глава отдела полиции префектуры Гифу, директор отдела по иностранным делам и отдела внутренних дел префектур Хиросима и Мияги.
В июне 1924 года был назначен губернатором префектуры Акита. В декабре того же года переведён в генерал-губернаторство Корею, где назначен главой горного отдела. В июле 1929 года стал губернатором префектуры Хоккайдо и оставался на этом посту до октября 1931 года, когда вышел в отставку.
Выйдя на пенсию, стал президентом «Кэйдзё ниппо». В феврале 1932 года баллотировался в Палату представителей от первого округа префектуры Сага как кандидат от Риккэн Минсэйто. В апреле 1942 года четвёртый раз подряд избирается в Палату. В это время занимал посты главы отдела по общим вопросам Риккэн Минсэйто и заместителя министра торговли и промышленности кабинета Коки Хироты.
После войны был отстранён от государственной службы, поскольку являлся членом Ассоциации помощи трону.